# Asdrúbal Ferreiro Cid
Asdrúbal Ferreiro Cid, nacido en Junquera de Ambía (Orense) en 1895 y fallecido en Sangenjo (Pontevedra) el 29 de marzo de 1983, fue un abogado y político español de gran relevancia en la España de la posguerra.

## Biografía sucinta
Asdrúbal Ferreiro Cid fue hijo de Aquilino Ferreiro y Purificación Cid Pérez de Castro y tuvo otros cuatro hermanos. Fue director general del Tesoro, director general de Usos y Consumos, director general de Crédito a la Construcción, vicepresidente de Iberia y vicepresidente de Astilleros de Cádiz. Ferreiro Cid, natural de Junquera de Ambia (Orense), de donde era hijo adoptivo, fue condecorado, entre otras, con la Medalla al Mérito al Trabajo y la Gran Cruz de la Orden del Mérito Civil.
En 1921 casó con María Pérez Rumbao (1977). Falleció a los 87 años de edad.

## Obras
- Datos para un ensayo de autonomía administrativa de Galicia, Editorial: Pontevedra : Peón, 1928.[3]
- Derecho procesal recaudatorio, Autor: Hipólito Rossy; Asdrúbal Ferreiro Cid; Antonio Pérez Morillo. Editorial: Barcelona : Memphis, cop. 1944
- Espisodios regionales: (lucha por las libertades populares en la España de la Edad Media), Autor: Asdrúbal Ferreiro Cid; Rafael Gibert y Sánchez de la Vega; Universidad Complutense de Madrid. Facultad de Derecho. 1976